# Relic Entertainment
Relic Entertainment is een ontwikkelaar van videospellen met als thuisbasis Vancouver, Canada. Ze zijn vooral bekend van de Company of Heroes, Homeworld en Warhammer-series. Op 27 april 2004 kondigde THQ aan dat het op het punt stond om Relic Entertainment te kopen voor 10 miljoen Amerikaanse dollars. Begin mei werd de transactie afgerond waarmee Relic Entertainment onderdeel werd van THQ. Nadat THQ failliet ging in 2013 is Relic eigendom geworden van Sega.

## Ontwikkelde spellen
| Titel                                           | Genre                | Platform          | Jaar | Uitgever               |
| ----------------------------------------------- | -------------------- | ----------------- | ---- | ---------------------- |
| Homeworld                                       | Real-time strategy   | Pc                | 1999 | Sierra Entertainment   |
| Impossible Creatures                            | Real-time strategy   | Pc                | 2002 | Microsoft Game Studios |
| Homeworld 2                                     | Real-time strategy   | Pc                | 2003 | Sierra Entertainment   |
| Warhammer 40,000: Dawn of War                   | Real-time strategy   | Pc                | 2004 | THQ                    |
| Warhammer 40,000: Dawn of War - Winter Assault  | Real-time strategy   | Pc                | 2005 | THQ                    |
| The Outfit                                      | Real-time strategy   | Xbox 360          | 2006 | THQ                    |
| Company of Heroes                               | Real-time strategy   | Pc                | 2006 | THQ                    |
| Warhammer 40,000: Dawn of War - Dark Crusade    | Real-time strategy   | Pc                | 2006 | THQ                    |
| Company of Heroes: Opposing Fronts              | Real-time strategy   | Pc                | 2007 | THQ                    |
| Warhammer 40,000: Dawn of War - Soulstorm       | Real-time strategy   | Pc                | 2008 | THQ                    |
| Warhammer 40,000: Dawn of War II                | Real-time strategy   | Pc                | 2009 | THQ                    |
| Company of Heroes: Tales of Valor               | Real-time strategy   | Pc                | 2009 | THQ                    |
| Company of Heroes Online                        | Real-time strategy   | Pc                | 2010 | THQ                    |
| Warhammer 40,000: Dawn of War II – Chaos Rising | Real-time strategy   | Pc                | 2010 | THQ                    |
| Warhammer 40,000: Dawn of War II – Retribution  | Real-time strategy   | Pc                | 2011 | THQ                    |
| Warhammer 40,000: Space Marine                  | Third-person shooter | Pc, PS3, Xbox 360 | 2011 | THQ                    |
| Company of Heroes 2                             | Real-time strategy   | Pc                | 2013 | Sega                   |
| Warhammer 40,000: Dawn of War III               | Real-time strategy   | Pc                | 2017 | Sega                   |
| Age of Empires IV                               | Real-time strategy   | Windows 10        | 2021 | Microsoft Studios      |